# 信義宗神學院

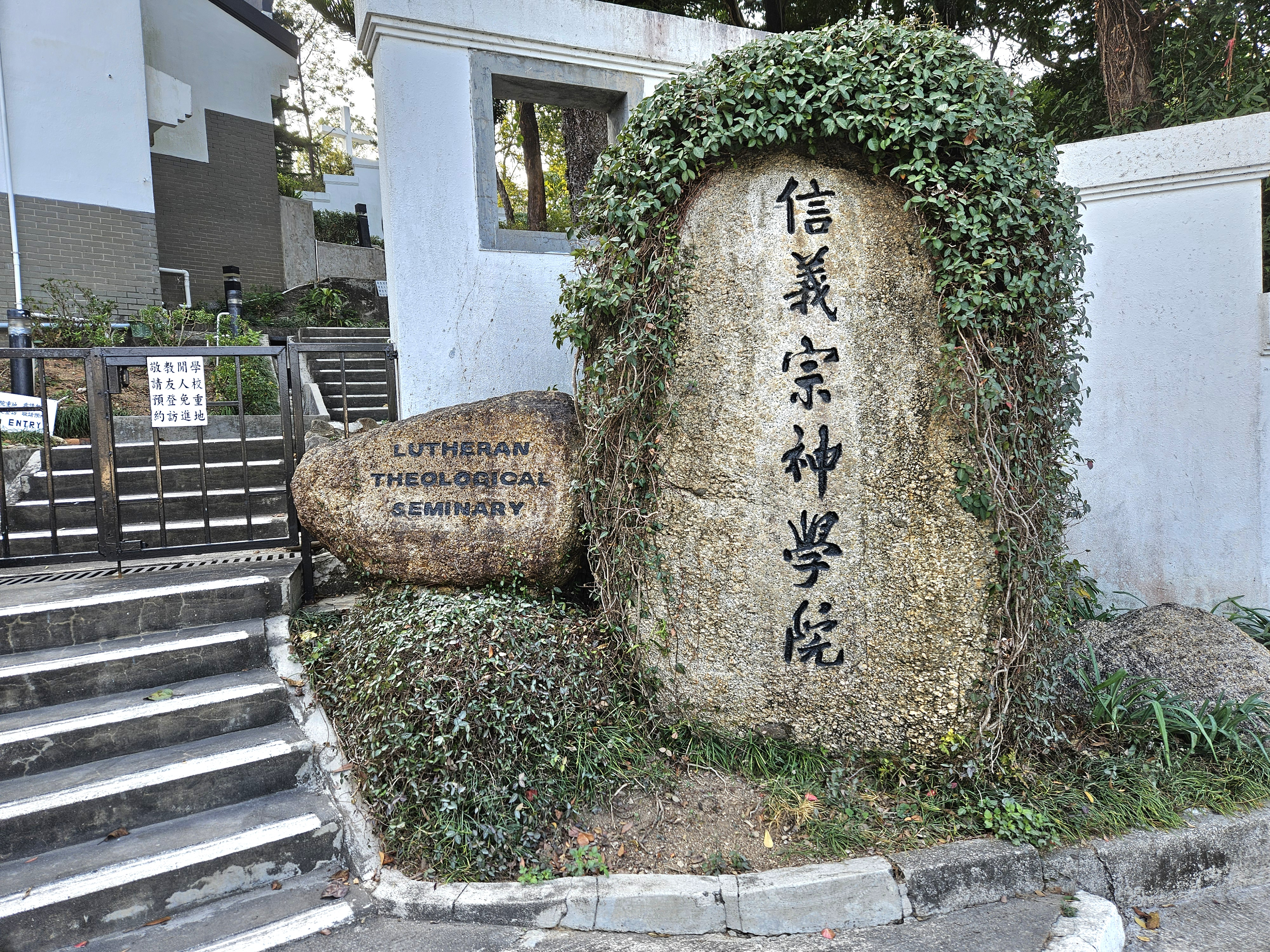
神學院名牌

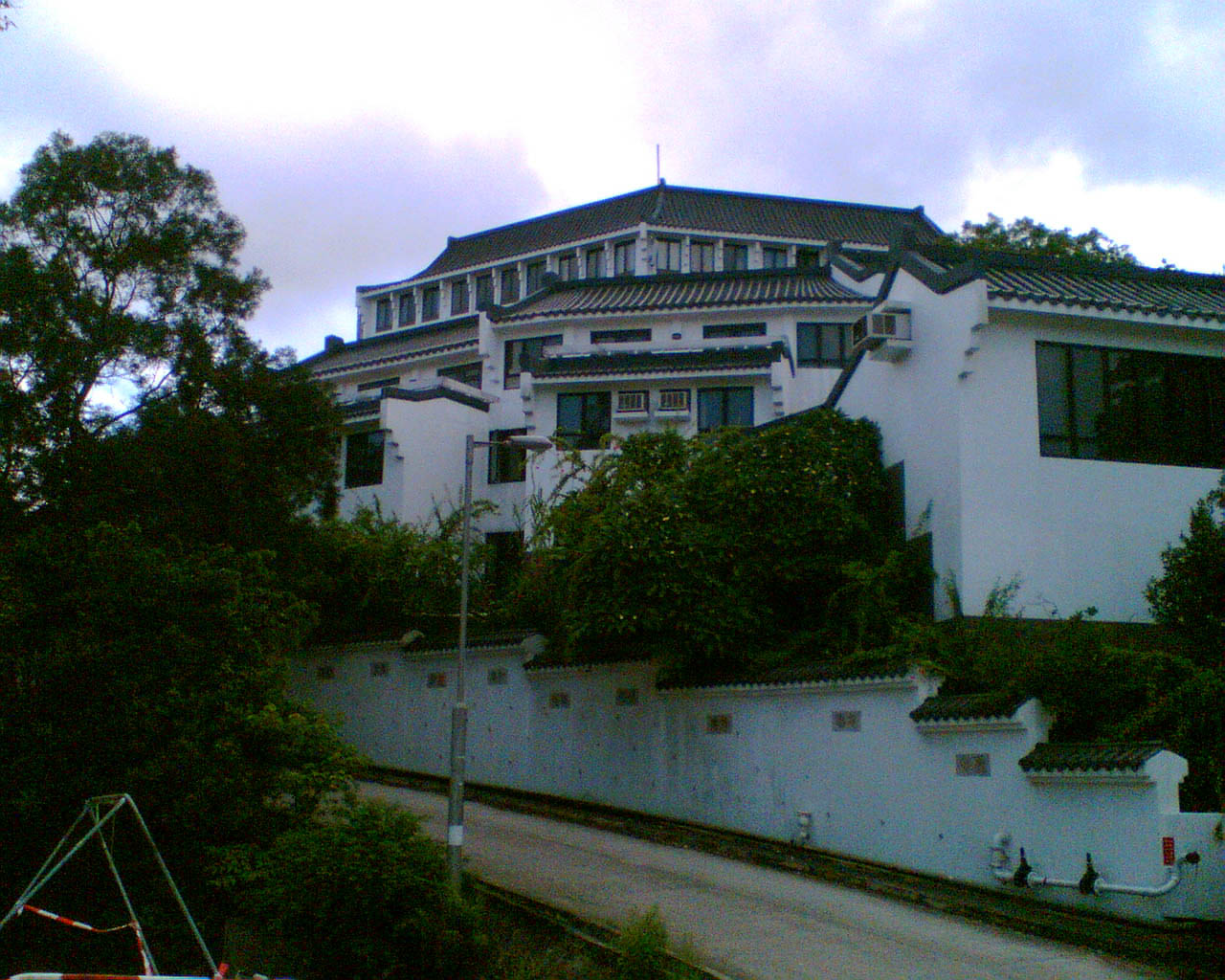
信義宗神學院

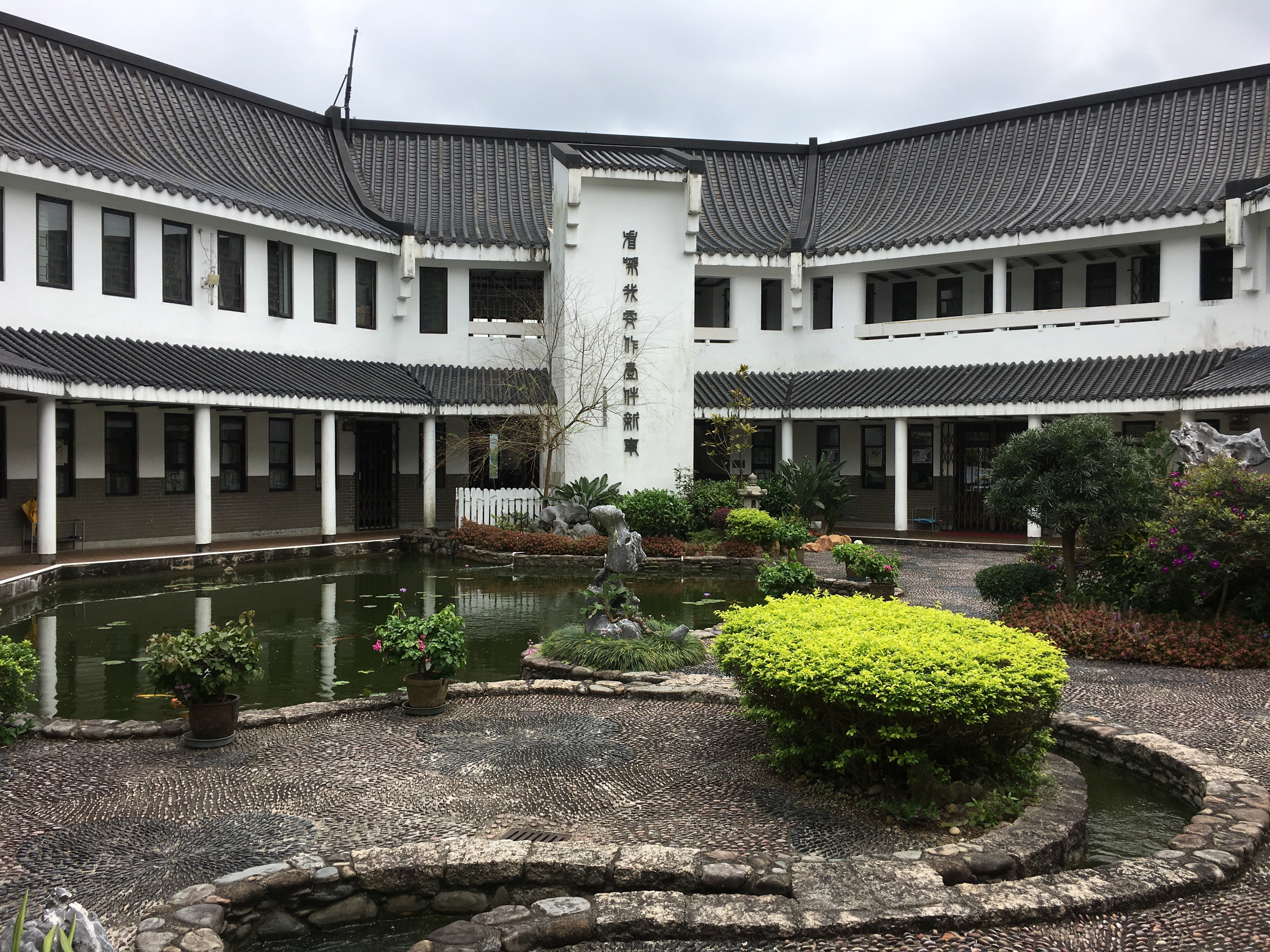
神學院的內園，牆上以篆書寫道“看啊我要作一件新事”（以賽亞書43:19）

香港信義宗神學院（英文：Lutheran Theological Seminary），是香港的一所神學院，成立於1977年，院址位於新界沙田道風山路50號。

## 歷史
信義宗神學院是由基督教香港信義會、中華基督教禮賢會香港區會、基督教香港崇真會及基督教台灣信義會四間教會於1977年7月1日聯合建立，並在同年9月3日舉行了首次開學禮。
信義宗神學院歷史悠久，具有深厚的神學傳統。信義宗神學院前身為譽滿東南亞的信義神學院。該院於1913年創建於中國湖北灄口（漢口附近），屬中華信義會。1948年底，該院因中國內地時局動盪而南遷香港，成為基督教香港信義會之神學教育機構。1913至1977年間，信義神學院為華人教會培育了數以百計的全職牧者和過千位信徒領袖。自1972年起，該院董事會決定聯繫信義宗教會，商討在神學教育事工的合作計劃。1976年5月8日，基督教香港信義會、中華基督教禮賢會香港區會及基督教香港崇真會的代表簽署協議，決定創辦一所信義宗的聯合神學院；翌年，基督教台灣信義會亦決定加入。信義宗神學院初期試辦五年。為使信義宗神學院順利建立，信義神學院遂於1977年6月底自動停辦。1982年，試辦期滿，上述四間成員教會一致同意繼續合作，聯合主辦信義宗神學院。
信義宗神學院不獨人才、設備、經驗等各方面繼承了基督教香港信義會及前信義神學院之豐富資源，也繼承了其他成員教會在神學教育事工上之豐富遺產。中華基督教禮賢會香港區會曾在中國內地有多年辦聖經學校和神學院的經驗；基督教台灣信義會也曾在五六十年代，先後在台灣開設聖經學院及頗具規模的中華信義神學院；而基督教香港崇真會於1864年創設之存真書院（樂育神學院前身）更為史學家公認為中國第一所正式的神學院。
1992年末，為發展所需，信義宗神學院遷往道風山山頂新校舍。這項建校工作始於1985年的「信心之旅」；世界各地及香港信徒在經濟及祈禱上均提供了支持。這座美麗的神學校園具有傳統中國風格，也飾以不少原創的藝術品。恬靜的環境是祈禱、崇拜及學習的理想場所。遷校的過程再次印證了本地和國際合作的重要性，因此，信義宗神學院更積極地尋求與全球不同地區的信義宗教會、各宗派和教會機構合作。
同時，信義宗神學院與香港本地的成員教會積極向其他教會及宗派分享異象，邀請他們成為會員。港澳信義會於1993年成為會員教會，而香港基督教循道衛理聯合教會則成為友誼會員。1996年香港路德會不單加入作友誼會員，更在神學教育上合作，差派教授到信義宗神學院任教和保送學生就讀。1997年，粵南信義會也加入成為會員教會。這些會員教會的資源和經驗均幫助信義宗神學院繼續完成使命，鞏固學院的基礎，以預備未來的發展。
過去二十多年，信義宗神學院在地域、學術和靈性上都在擴展。除在本地持守使命服事眾教會外，在東南亞和中國內地的事工上，該校都積極擔當地區性神學院的角色。2013年，信義宗神學院歡慶百周年時，已為不同地區培訓不少人才，包括：尼泊爾、緬甸、泰國、柬埔寨、寮國、越南、印尼、台灣、香港、中國內地及其他國家。另外，信義宗神學院與中國內地神學院有進一步的合作，由該校差派教授到內地神學院授課，以滿足中國內地對神學師資培訓的需要。信義宗神學院在未來會繼續為本地教會事工加強神學教育的培訓，同時會追求學術上的卓越，改進高等研究課程。在優美校園內，靈性培育的氛圍下，鼓勵學生努力學習和進深研究，裝備自己作主僕人。
資料來源 : https://lts.edu/ （页面存档备份，存于）

## 學位
學位分別有四間神學協會承認，分為博士, 碩士, 學士, 文憑等不同的程度課程。
- 博士課程：神學博士、教牧學博士
- 碩士課程：神學碩士、三年制道學碩士、二年制道學碩士、文學碩士（神學）、文學碩士（差傳學）、文學碩士（教牧輔導）、文學碩士（靈修學）、文學碩士（職事學）
- 學士課程：神學學士、基督教教育學士
- 文憑課程：神學文憑、神學研究高級文憑

## 其他課程
- 基督教研究碩士
- 基督教研究副學士
- 信徒神學文憑
- 信徒神學證書
- 信徒神學專科證書
- 職場信徒領袖專科證書

## 外部連結
- 香港信義宗神學院 （页面存档备份，存于）